# ساوتام
latitudeساوتامlongitudeساوتام
ساوتام (به انگلیسی: Southam) یک شهرک در بریتانیا است که در انگلستان واقع شده‌است.

## خصوصیات
ساوتام ۶٬۵۰۹ نفر جمعیت دارد.